# Trichosilia arctica
Trichosilia arctica là một loài bướm đêm trong họ Noctuidae.